# Вивчення Голодомору 1932—1933 років в Україні
Тема Голодомору в Україні 1932–1933 тривалий час не висвітлювалася у науковій літературі не тільки в Україні, але в інших країнах.
В СРСР довгий час не визнавали факту Голодомору. На Заході цією проблемою почали займатися набагато раніше. Особливий інтерес виник в зв'язку з 50-ми роковинами трагедії. Громадські організації діаспори в США та Канади робили все можливе, щоб правда про 1933 рік стала загальновідомою. Саме 50-та річниця Голодомору стала привертати увагу істориків, політиків, журналістів.
Американський історик Роберт Конквест в монографії «Жнива скорботи: радянська колективізація і голодомор» (1986) (український переклад лише у 1993), яка була першою науковою роботою присвяченою дослідженню Голодомору, визначив три причини довгого замовчування Голодомору і не визнання його світом. це: різний рівень суспільного життя селян на Заході та в колишньому СРСР; Україна на цей час була квазі-державою, маючи досить хитку і непевну незалежність лише кілька років; керівництво СРСР на чолі зі Сталіним і за допомогою певних прихильних представників країн Заходу змогло перекрутити правдиві історичні факти і подати інформацію і події під бажаним кутом зору.

## Етапи дослідження Голодомору науковцями України

### Кінець 1980-х— початок 1990-х
Перебудова в СРСР супроводжувалася гласністю. Союзні, а за ними й республіканські ЗМІ почали публікувати і транслювати інформацію, що раніше була недоступною широкому загалу. Це, зокрема, стосувалося «білих плям» української історії, матеріалів про масові репресії 1930-1950-х рр., Голодомор, антинародну
політику тоталітарної держави.
У 1986 році поет Іван Драч вперше вжив слово «голодомор» на з'їзді письменників України, а 18 лютого 1988 Олекса Мусієнко оприлюднив його на сторінках «Літературної України». В цій же газеті 16 липня 1987 голод 1933 року згадувався вже як всім добре відомий факт. Саме «Літературна Україна» привернула увагу громадськості до теми Голодомору 1932–1933 років. Демократично налаштовані науковці-історики висвітлювали у газеті цю тему, відкинувши створені у минулому історичні схеми.
25 грудня 1987 у доповіді, присвяченій 70-річчю утворення радянської України, перший секретар ЦК КПУ В.Щербицький визнав факт голоду 1933 року.
В одному з номерів «Українського історичного журналу» за 1988 р. з'явилася стаття С. В. Кульчицького «До оцінки становища в сільському господарстві УРСР у 1931–1933 рр.», яка і започаткувала вивчення Голодомору українськими істориками. В статті тема подавалася з позицій тогочасної ідеології. Причинами голоду вважалася криза сільського господарства, викликана безпорадністю колгоспів, заперечувався його штучний характер. Більшість історики цих років уникали категоричних формулювань та висновків, якими рясніли публіцистичні праці.
Керівники Компартії України зрозуміли, дальше неможливо змовчати про голод. 26 січня 1990 була видана постанова, яка визнала голод злочином сталінського режиму. Був виданий збірник унікальних архівних документів та матеріалів, упорядкованих Р.Пирогом. Факт Голодомору було встановлено на основі незаперечних доказів. Причинами голоду історики стали визначати жорстку, антиселянську політику партійного керівництва в особі Сталіна, що відходила принципів Леніна.
Приїзд у 1991 Дж. Мейса в Україну та знайомство з його працями значно вплинуло на перегляд позицій українських істориків з цієї проблематики. Так В.Марочко у статті «Голод на Україні (1931–1933.): причини та наслідки» вперше висунув тезу про штучний характер голоду. У тому ж році С.Кульчицький видав монографію «Ціна великого перелому», в якій вбачав причини трагедії у відмові від ленінських принципів здійснення реформ у сільському господарстві. Також у 1991 році була видана книга свідчень очевидців голодомору 33-й: голод: Народна Книга-Меморіал (Упорядники Коваленко Л. В., Маняк В. А.).

### 1990-ті роки
З здобуттям незалежності України в історичній науці відбувся відхід від партійно-класового трактування історії та змінилися стереотипи тоталітарного періоду.
У 1993 році на державному рівні відзначалися 1960-ті роковини Голодомору 1932–1933 рр. У Києві відбулася міжнародна науково-практична конференція «Голодомор 1932–1933 рр. в Україні: причини та наслідки», яка визначила Голодомор як акт геноциду проти українського народу. Історики показали його національна спрямованість, що виявлялася у конфіскації всього продовольства на території України та Кубані, організація терористичної кампанії проти української інтелігенції. Нові результати досліджень вітчизняних істориків були викладені у виступах на міжнародній науково-практичній конференції «Голодомор-геноцид 1933 р. в Україні: історико-політичний аналіз соціально-демографічних та морально-психологічних наслідків», що проходила в Києві в листопаді 1998.
У 1990-х роках розширилася тематика досліджень, вивчення документів підтверджувало оцінку Голодомору як геноцид українського народу. Відбувається пошук мотивів вищого партійного керівництва на чолі з Й.Сталіним до здійснення жорстокими методами колективізації і робиться висновок про спеціально створений компартією геноцид українських селян і української нації.
Дослідження Голодомору поступово переходить від мітингово-викривального і засуджувального стилю викладу матеріалу до холодної, розсудливої аналітики та синтезу знань про Голодомор. До досліджень долучилися й учені Науково-дослідного інституту українознавства та його філій. Наукові напрацювання цього періоду про Голодомор були включені до змісту навчальних курсів з історії України в усіх ланках середньої і вищої освіти.

### З 2000-х років
На цьому етапі вивчення Голодомор став розглядатися в контексті карально-репресивної політики радянського уряду в 1920-1950-ті рр., факт Голодомору визначається як цілеспрямований державний терор, аналізуються три радянських голодоморів для виділення характерних рис, особливості кожного з них на основі зіставлення даних та фактів.
Створений Центр досліджень геноциду українського народу при відділі історії України 20 — 30-х років ХХ ст. Вийшла у світ перша узагальнююча колективна праці академічного характеру «Голод 1932–1933 рр.: причини та наслідки» у 2002 році.
Віктор Ющенко на посту Президента України значно прискорив процес підготовки законопроєкту щодо визнання голоду геноцидом українського народу. 11 липня 2005 Президент України доручив уряд створити Інститут національної пам'яті. Закон України «Про Голодомор 1932–1933 років в Україні» від 28 листопада 2006 року визнав, що Голодомор 1932–1933 років в Україні є геноцидом українського народу. 75-ті роковини Голодомору були відзначені в Україні на високому державному рівні. У Києві була проведена Міжнародна науково-практичну конференцію, підготовлено та видано 18 томів Національної книги пам'яті жертв Голодомору 1932–1933 років.

## Вивчення Голодомору зарубіжними вченими
Українська громадськість активно збирала свідчення про сталінський штучний голод. Так у Канаді групою українців у Торонто – організаторів пам'ятних подій до 50-річчя голоду в Україні були зібрані особисті свідчення очевидців голоду – мешканців Канади. Був заснований дослідницький фонд, який у 1982 оформився в Український комітет досліджень голоду. На основі зібраних матеріалів Комітет за чотири роки створив документальний фільм «Жнива розпачу» (1984), який мав величезний розголос. Відтак у 1986 р. Комітет переформувався на дослідний інститут і змінив свою назву на Українсько-канадський дослідчо-документаційний центр.
1985 року на вимогу української громади конгресом США створена «Комісія по Голоду в Україні» (англ. Commission on the Ukraine Famine) на чолі із фахівцем з української радянської історії, професором Джеймсом Мейсом. В ході роботи Комісії було заслухано понад 600 свідків, знайдено і опубліковано сотні документів, в тому числі свідчення 179 очевидців голоду. У 1990 році оприлюднені результати кількарічної роботи Комісії: «Висновок перший. Й. Сталін і його оточення здійснили геноцид українців у 1932–1933 рр.».
1988 року Міжнародна комісія у Торонто — Трибунал з розслідування голоду в Україні 1932–1933 років, куди увійшли найбільш авторитетні фахівці з міжнародного права світу, визнала «… радянська влада добровільно використала голод для успіху своєї політики денаціоналізації». Міжнародна Комісія визнала голод Актом Геноциду проти українського народу, який стався внаслідок: а) стягування зернових податків, б) колективізації, в) акції проти куркулів, г) акції протинаціональної.
Дослідників історії трагічних 1930-х років за їх визначенням причин і характеристики голоду в Україні можна поділити на дві групи. Одні, хоч і визнають штучний характер голоду, вважають його як наслідок загальної соціально-економічної політики комуністичної партії, направленої на прискорену колективізацію, індустріалізацію, і обстоюють версію загальнодержавних потреб влади, зокрема і зовнішньополітичних, до посилених хлібозаготівель. Інші, показуючи специфіку голодомору в Україні та в українських регіонах Росії (Кубань), визначають його як етногеноцид, спрямований на знищення носів української національної свідомості.